# (437192) Frederickolsen
(437192) Frederickolsen est un astéroïde de la ceinture principale.

## Description
(437192) Frederickolsen est un astéroïde de la ceinture principale. Il fut découvert le 27 août 2011 à Zelenchukskaya Station par Timur V. Kryachko. Il présente une orbite caractérisée par un demi-grand axe de 3,07 UA, une excentricité de 0,09 et une inclinaison de 14,6° par rapport à l'écliptique.